# Hawara
Koordinaten: 29° 16′ 27″ N, 30° 53′ 56″ O
Hawara (arabisch هوارة, DMG Hawāra) ist der moderne Name einer altägyptischen Nekropole, die am Eingang zum Fayyum-Becken südöstlich von Medinet el-Fajum liegt.

## Grabanlagen
König (Pharao) Amenemhet III. aus der 12. Dynastie (Mittleres Reich) errichtete hier seine zweite Pyramide, die Hawara-Pyramide. Verschiedene antike Schriftsteller (z. B. der Historiker Herodot, Strabon, Plinius der Ältere) beschrieben die Anlage, die durch den riesigen Totentempel als Labyrinth bekannt wurde. Der Tempel wurde allerdings wohl schon in römischer Zeit als Steinbruch benutzt, so dass es heute nicht mehr möglich ist, eine Vorstellung vom Aussehen der Anlage zu gewinnen.

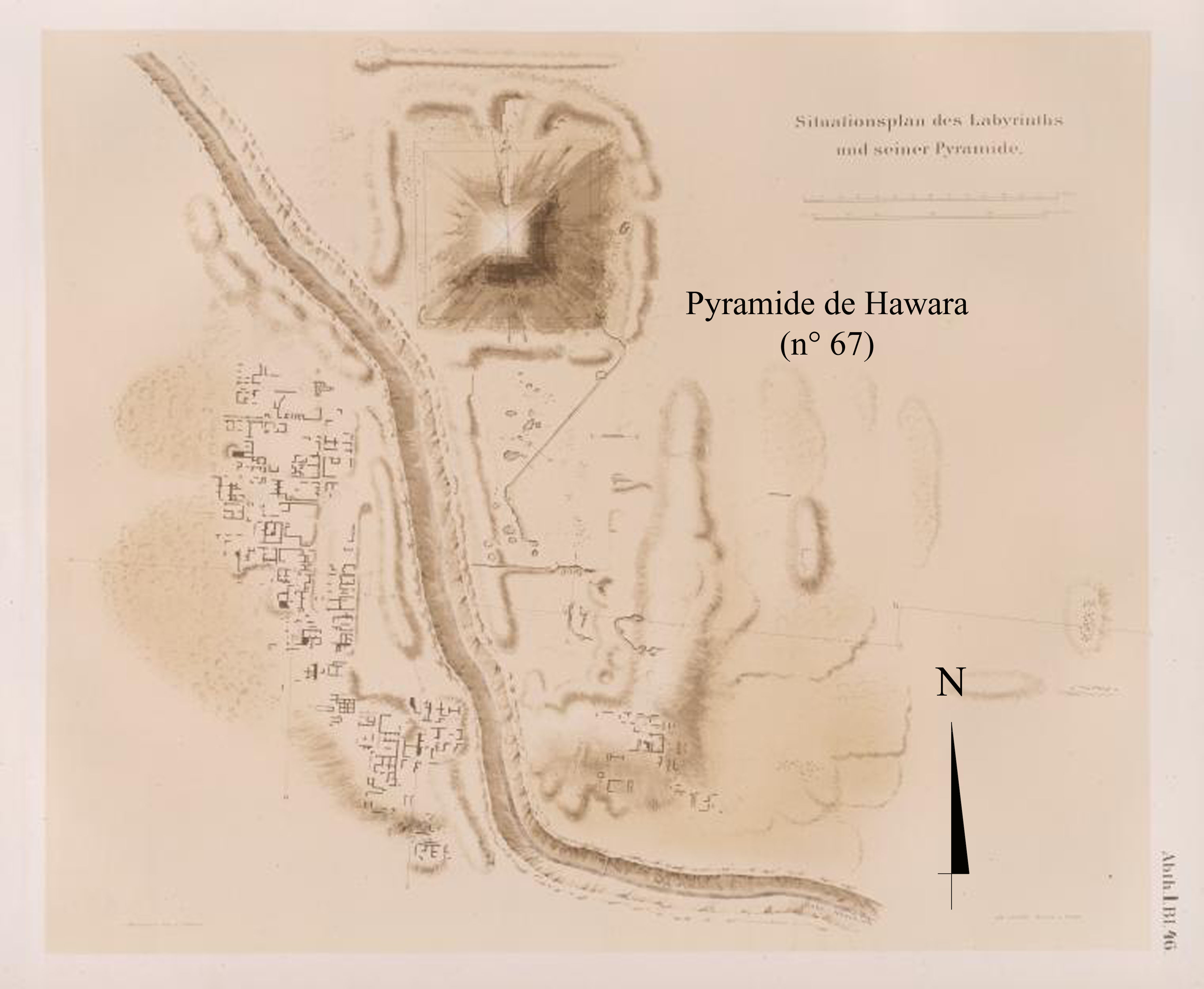
Karte der Nekropole von Karl Richard Lepsius
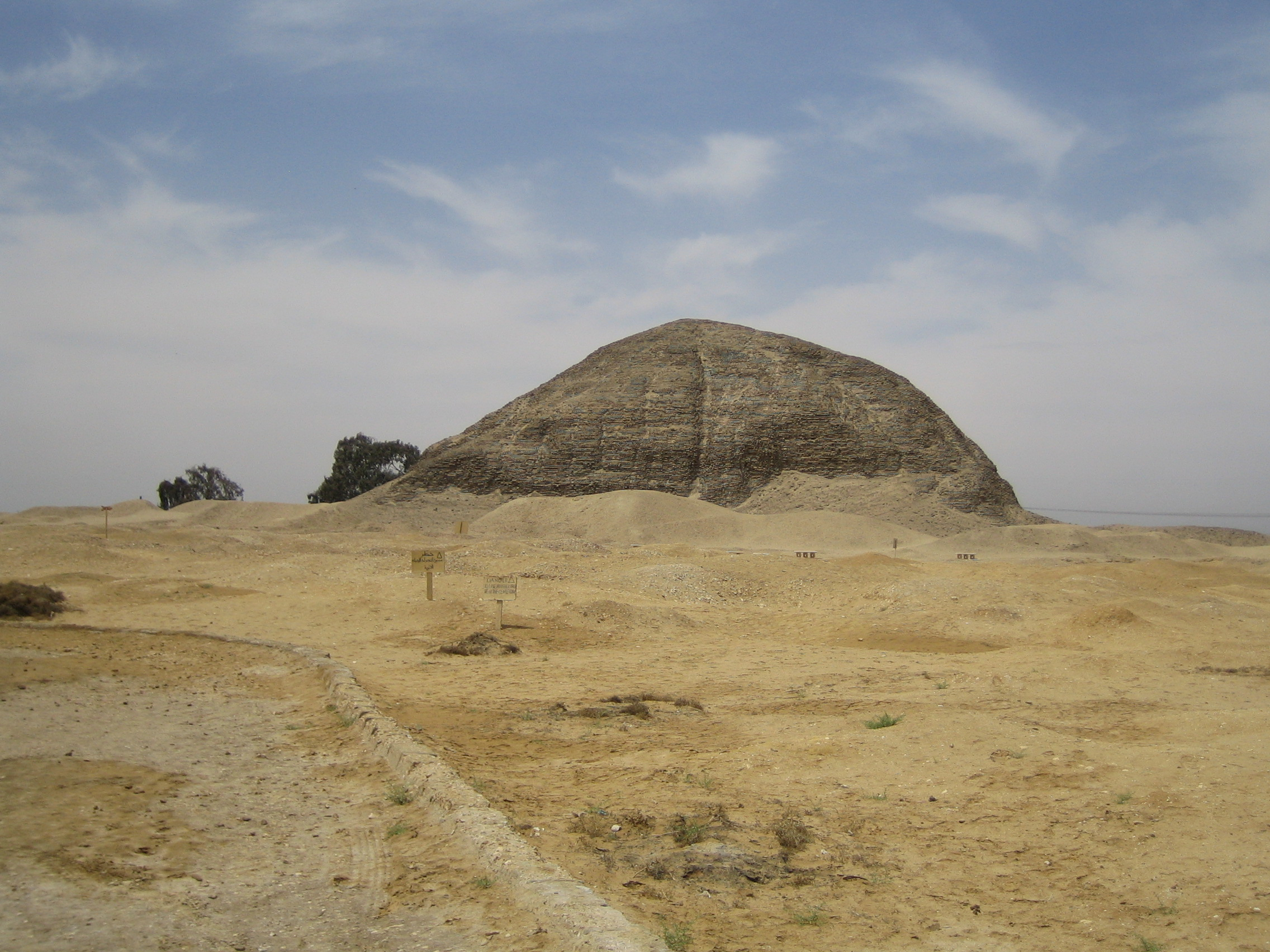
Pyramide von Pharao Amenemhet III. in Hawara

Nördlich der Pyramide liegt ein ausgedehntes Gräberfeld. Hier sind die Beamten von Amenemhet III. begraben worden. In der Spätzeit fanden hier zahlreiche Bestattungen von Krokodilmumien statt, die das Gräberfeld schon damals stark zerstörten. Es gibt weitere Grabanlagen aus dem Neuen Reich und der Spätzeit, wobei der Friedhof aber besonders in griechisch-römischer Zeit wieder an Bedeutung gewann. Viele der sogenannten Mumienporträts stammen aus Hawara.
Erste Ausgrabungen fanden hier von Karl Richard Lepsius statt, später grub Flinders Petrie am selben Ort und entdeckte dabei viele Mumienporträts. Hawara ist auch der Fundort zahlreicher demotischer und griechischer Papyri.